# Plethodon variolatus
Plethodon variolatus är en groddjursart som först beskrevs av Gilliams 1818.  Plethodon variolatus ingår i släktet Plethodon och familjen lunglösa salamandrar. Inga underarter finns listade i Catalogue of Life.